# Casa Patxot
La Casa Patxot, de Rafael Patxot y Jubert (1872-1964), es una obra novecentista del arquitecto Albert Juan y Torner protegida como bien cultural de interés local de San Felíu de Guixols (Bajo Ampurdán).

## Descripción
Es un edificio de grandes dimensiones, que hace esquina entre la Rambla del Portalet y el Paseo de Mar. Consta de planta baja y dos pisos. La fachada principal, orientada al mar, presenta a la planta baja una puerta de acceso con molduras ornamentales de tipo vegetal. Hay cuatro aperturas rectangulares a la banda izquierda y una a la derecha. El primer piso tiene aperturas rectangulares: dos balcons de una apertura a la banda izquierda de la puerta de acceso y un cantoner con una apertura al paseo. Al segundo piso hay tres grandes ventanas seguidas de arco carpanel, centradas, y dos más pequeñas a los extremos. El edificio se corona con un gran plafón de cerámica enmarcado en piedra y de acabado sinuoso a la parte superior. aparece un reloj de sol con referencias astrològiques y alegorías de los trabajos del campo y de la mar, así como la inscripción «lo ritmo van siguiendo las estrellas» con la fecha del 1920. El resto de la construcción se corona con un gran alero de madera cubierta de teja con una pequeña azotea donde se eleva una torratxa con cubierta de cerámica. La fachada de la Rambla del Portalet es de una estructura similar pero más sencilla. El edificio conserva interiores de interés, con elementos decorativos noucentistes (vidrios, barandilla, etc.)

## Historia
La casa Patxot fue construida entre los años 1917 y 1920 por el arquitecto Albert Juan y Torner, rehabilitando la casa solariega de los Patxot. El propietario, Rafael Patxot y Jubert, meteorólogo, bibliòfil y escritor, hijo de una familia de industriales surers, se dedicó al mecenazgo en varios ámbitos de la cultura catalana.